# Caiapobrycon tucurui
Caiapobrycon
Genre
Espèce
Statut de conservation UICN

 LC  : Préoccupation mineure
Caiapobrycon tucurui, unique représentant du genre Caiapobrycon, est une espèce de poissons d'eau douce de la famille des Characidae (ordre des Characiformes).

## Répartition
Caiapobrycon tucurui est endémique de l'État brésilien de Goiás et ne se rencontre que dans le bassin du rio Tocantins.

## Description
Caiapobrycon tucurui peut mesurer jusqu'à 45 mm, queue non comprise.

## Classification
Le genre Caiapobrycon et l'espèce Caiapobrycon tucurui ont été décrits en 2000 par Luiz Roberto Malabarba (d) et Richard Peter Vari (d).

## Étymologie
Le nom générique, Caiapobrycon, est la combinaison de Caiapós, un peuple indigène du Brésil, suivi de brycon, un suffixe très employé pour désigner les genres de les Characidae, et fait référence au fait que ce peuple et cette de poissons se rencontrent autour du rio Tocantins
L'épithète spécifique, tucurui, fait référence au rio Tucuruí, la localité type de cette espèce dans le bassin du rio Tocantins.

## Publication originale
- (en) L.R. Malabarba et R.P. Vari, « Caiapobrycon tucurui, a new genus and species of characid from the rio Tocantins basin, Brazil (Characiformes: Characidae) », Ichthyological Exploration of Freshwaters, Allemagne, vol. 11, no 4,‎ décembre 2000, p. 315-326 (ISSN 0936-9902).